# Evangelisches Institut für berufsorientierte Religionspädagogik
Das Evangelische Institut für berufsorientierte Religionspädagogik (EIBOR) ist ein 2008 gegründetes, drittmittelfinanziertes Institut zur Erforschung und Weiterentwicklung Religionsunterrichtes an beruflichen Schulen.

## Institut
Das Institut ist an den Lehrstuhl für Religionspädagogik an der Evangelisch-Theologischen Fakultät der Universität Tübingen angeschlossen und wird von dessen Lehrstuhlinhaber Friedrich Schweitzer geleitet. Die Geschäftsführung des Instituts steuert die Projekte des Mitarbeiterteams. Ein Beirat mit Vertreterinnen und Vertretern aus Kirche, Wirtschaft, Politik und Gesellschaft begleitet die Arbeit.

## Arbeitsschwerpunkte

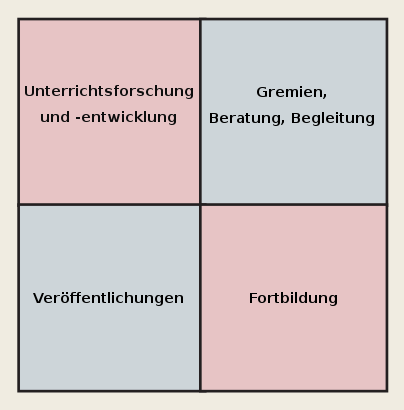

Im dreifachen Horizont von Wissenschaft, Praxis und Öffentlichkeit gliedert das Institut seine Arbeit in vier miteinander verzahnte Tätigkeitsbereiche:
1. Unterrichtsforschung und Unterrichtsentwicklung (Projekte in Auswahl)
- Wertebildung
- Wirksamkeit interreligiösen Lernens
- Ethische Bildung in der Pflege
- Interreligiöse und interkulturelle Kompetenz in der Ausbildung für den Elementarbereich
- Interkulturell und interreligiös sensible Bildung in Kindertageseinrichtungen

2. Gremien, Beratung, Begleitung
Das EIBOR beteiligt sich in unterschiedlichen Arbeitskreisen und Gremien im bildungspolitischen, wissenschaftlichen und berufsständischen Kontext.

3. Veröffentlichungen (Auswahl)
- Friedrich Schweitzer, Golde Wissner, Annette Bohner, Rebecca Nowack, Matthias Gronover, Reinhold Boschki. Jugend - Glaube - Religion. Eine Repräsentativstudie zu Jugendlichen im Religions- und Ethikunterricht. Glaube - Wertebildung - Interreligiosität, Bd 13. Münster/New York 2018.
- Reinhold Boschki, Matthias Gronover, Monika Marose, Michael Meyer-Blanck, Hanne Schnabel-Henke, Friedrich Schweitzer (Hg.): Person – Persönlichkeit – Bildung. Aufgaben und Möglichkeiten des Religionsunterrichts an berufsbildenden Schulen. Glaube – Wertebildung – Interreligiosität,  Band 11. Münster 2017.
- Friedrich Schweitzer, Magda Bräuer, Reinhold Boschki (Hg.): Interreligiöses Lernen durch Perspektivenübernahme. Eine empirische Untersuchung religionsdidaktischer Ansätze. Glaube – Wertebildung – Interreligiosität, Band 10. Münster 2017.
- Friedrich Schweitzer, Albert Biesinger (Hg.): Kulturell und religiös sensibel? Interreligiöse und Interkulturelle Kompetenz in der Ausbildung für den Elementarbereich. Interreligiöse und Interkulturelle Bildung im Kindesalter, Band 5. Münster 2015.
- EIBOR / KIBOR (Hg.): Wirtschaftsethik und Religion. Global Players, Handwerk und Berufsschule im Gespräch. Tübingen 2014.
- Claudia Märkt, Hanne Schnabel-Henke, Friedrich Schweitzer: Bibel – etwas für mich? Unterrichtsbausteine für berufsbildende Schulen. RU praktisch – Berufliche Schulen. Göttingen 2014.
- Heinrich Merkt, Margrit Schlipf, Friedrich Schweitzer, Albert Biesinger (Hg.): Ethische und interreligiöse Kompetenzen in der Pflege. Unterrichtsmaterialien für die Pflegeausbildung. Göttingen/Bristol 2014.
- Albert Biesinger, Matthias Gronover, Michael Meyer-Blanck, Andreas Obermann, Joachim Ruopp, Friedrich Schweitzer (Hg.): Gott – Bildung – Arbeit. Zukunft des Berufsschulreligionsunterrichts. Glaube – Wertebildung – Interreligiosität,  Band 4. Münster 2013.
- Friedrich Schweitzer, Joachim Ruopp, Georg Wagensommer: Wertebildung im Religionsunterricht. Eine empirische Untersuchung im berufsbildenden Bereich. Glaube – Wertebildung – Interreligiosität, Band 2. Münster 2012.
- Albert Biesinger, Friedrich Schweitzer, Matthias Gronover, Joachim Ruopp (Hg.): Integration durch religiöse Bildung. Perspektiven zwischen beruflicher Bildung und Religionspädagogik. Glaube – Wertebildung – Interreligiosität, Band 1. Münster 2012.
- Claudia Märkt, Joachim Schmidt, Hanne Schnabel-Henke: Qualitätsentwicklung durch Intensivierung der Lernzeit? - Neue Organisationsmodelle für den Religionsunterricht an Beruflichen Schulen. Die Berufsbildende Schule, Heft 63 (2011).
- Friedrich Schweitzer: Aufgaben und Perspektiven einer berufsorientierten Religionspädagogik. Festvortrag anlässlich der Eröffnung des EIBOR am 26. Januar 2009. BRU Magazin, Heft 50 (2009). S. 39–43.

4. Fortbildungen in verschiedenen Formaten (Auswahl)
- „Religion in Schulklassen mit Flüchtlingen“
- Ökumenisches Forum „Integration durch religiöse Bildung“
- Werkstatttagung Neue Organisationsmodelle im BRU: Lernen in langen Zeiteinheiten - Erfahrungen und Herausforderungen
- Studientag „Glück – Lebenskunst – Gott. Herausforderungen für den Religionsunterricht“
- Fachtagung „Interkulturelle und interreligiöse Kompetenz in der Pflege“
- Bundesweiter Zukunftskongress BRU „Gott – Bildung – Arbeit“
- Symposion Berufspädagogik „Integration – Religion – Berufliche Bildung“
- Kongress „Schule – Werte – Religion“
- Studientag „Gewaltprävention. Berufliche Schulen, Mobbing und Cyberbullying“

## Kooperationen
Das EIBOR steht in enger Kooperation mit dem Katholischen Institut für Berufsorientierte Religionspädagogik (KIBOR). Die Kooperation erstreckt sich sowohl auf fachliche Veranstaltungen als auch auf gemeinsame Forschungsvorhaben.
Ebenfalls besteht eine enge Zusammenarbeit mit dem evangelischen Schwesterinstitut in Bonn (bibor), vor allem bei bundesweiten Veranstaltungen und Veröffentlichungen.
Innerhalb der Universität Tübingen ist besonders auf die Zusammenarbeit mit dem Zentrum für Islamische Theologie sowie der Empirischen Bildungsforschung (Hector-Institut) zu verweisen.

## Finanzierung
Die Evangelischen Landeskirchen sowie das Land Baden-Württemberg unterstützen die Arbeit durch die Abordnung mehrerer Stellen. Die Evangelisch-Theologische Fakultät und die Universität Tübingen beteiligen sich durch die Bereitstellung von Räumlichkeiten sowie Betriebsmitteln. Sponsoren aus der Wirtschaft ergänzen das Finanzierungskonzept. Darüber hinaus hat das Institut erfolgreich weitere Drittmittel eingeworben. Besonders zu nennen sind die Deutsche Forschungsgemeinschaft, die Robert Bosch Stiftung, die Stiftung Ravensburger Verlag sowie die Stiftung Kinderland Baden-Württemberg, die jeweils maßgeblich an der Finanzierung von Projekten beteiligt waren bzw. beteiligt sind.

## Weblink
- Evangelisches Institut für berufsorientierte Religionspädagogik (EIBOR) an der Universität Tübingen